# Вів'єн Черуйот
Вів'єн Черуйот  (англ. Vivian Cheruiyot, 11 вересня 1983) — кенійська легкоатлетка, олімпійська медалістка.

## Виступи на Олімпіадах
| Олімпіада           | Дисципліна           | Місце |
| ------------------- | -------------------- | ----- |
| Сідней 2000         | біг на 5000 метрів   | 14    |
| Пекін 2008          | біг на 5000 метрів   | 5     |
| Лондон 2012         | біг на 5000 метрів   | 2     |
| Лондон 2012         | біг на 10 000 метрів | 3     |
| Ріо-де-Жанейро 2016 | біг на 5000 метрів   | 1     |